# فینال‌های ان‌بی‌ای ۱۹۹۷
فینال‌های ان‌بی‌ای ۱۹۹۷ سری بازی‌های مرحلهٔ قهرمانی اتحادیهٔ ملی بسکتبال در فصل ۹۷–۱۹۹۶ می‌باشد. شیکاگو بولز به عنوان مدافع عنوان قهرمانی و قهرمان کنفرانس شرق در سری بازی‌های بهترین از هفت به مصاف یوتا جاز قهرمان کنفرانس شرق رفت و با نتیجهٔ ۴ بر ۲ به پیروزی رسید و توانست برای دومین بار پیاپی و پنجمین بار در تاریخ ان‌بی‌ای به قهرمانی دست پیدا کند. مایکل جردن نیز به عنوان ارزشمندترین بازیکن بازی‌های دور نهایی برگزیده شد و این پنجمین باری بود که او به این عنوان دست یافت. این دو تیم با کسب ۱۳۳ برد روی هم در فصل عادی به سری بازی‌های پایانی گام گذاشتند که دومین رکورد برتر تاریخ ان‌بی‌ای می‌باشد. تا سال ۲۰۱۶ این آخرین باری بود که دو تیم با کسب بیش از ۱۳۰ برد مجموع در بازی‌های فصل عادی در فینال حاضر شدند.

## پیش‌زمینه

### مسیر فینال
| #  | کنفرانس غرب           | کنفرانس غرب | کنفرانس غرب | کنفرانس غرب | کنفرانس غرب   |
| #  | تیم                   | برد         | باخت        | درصد برد    | بازی‌های پشت‌سر |
| -- | --------------------- | ----------- | ----------- | ----------- | ------------- |
| ۱  | c-یوتا جاز            | ۶۴          | ۱۸          | .۷۸۰        | –             |
| ۲  | y-سیاتل سوپرسانیکس    | ۵۷          | ۲۵          | ۰٫۶۹۵       | ۷             |
| ۳  | x-هیوستون راکتس       | ۵۷          | ۲۵          | ۰٫۶۹۵       | ۷             |
| ۴  | x-لس آنجلس لیکرز      | ۵۶          | ۲۶          | ۰٫۶۸۳       | ۸             |
| ۵  | x-پورتلند تریل بلیزرز | ۴۹          | ۳۳          | ۰٫۵۹۸       | ۱۵            |
| ۶  | x-مینه‌سوتا تیمبرولوز  | ۴۰          | ۴۲          | ۰٫۴۸۸       | ۲۴            |
| ۷  | x-فینیکس سانز         | ۴۰          | ۴۲          | ۰٫۴۸۸       | ۲۴            |
| ۸  | x-لس آنجلس کلیپرز     | ۳۶          | ۴۶          | ۰٫۴۳۹       | ۲۸            |
|    |                       |             |             |             |               |
| ۹  | ساکرامنتو کینگز       | ۳۴          | ۴۸          | ۰٫۴۱۵       | ۳۰            |
| ۱۰ | گلدن استیت واریرز     | ۳۰          | ۵۲          | ۰٫۳۶۶       | ۳۴            |
| ۱۱ | دالاس ماوریکس         | ۲۴          | ۵۸          | ۰٫۲۹۳       | ۴۰            |
| ۱۲ | دنور ناگتس            | ۲۱          | ۶۱          | ۰٫۲۵۶       | ۴۳            |
| ۱۳ | سن آنتونیو اسپرز      | ۲۰          | ۶۲          | ۰٫۲۴۴       | ۴۴            |
| ۱۴ | ونکوور گریزلیز        | ۱۴          | ۶۸          | ۰٫۱۷۱       | ۵۰            |

| #  | کنفرانس شرق           | کنفرانس شرق | کنفرانس شرق | کنفرانس شرق | کنفرانس شرق   |
| #  | تیم                   | برد         | باخت        | درصد برد    | بازی‌های پشت‌سر |
| -- | --------------------- | ----------- | ----------- | ----------- | ------------- |
| ۱  | z-شیکاگو بولز         | ۶۹          | ۱۳          | ۰٫۸۴۱       | –             |
| ۲  | y-میامی هیت           | ۶۱          | ۲۱          | ۰٫۷۴۴       | ۸             |
| ۳  | x-نیویورک نیکس        | ۵۷          | ۲۵          | ۰٫۶۹۵       | ۱۲            |
| ۴  | x-آتلانتا هاوکس       | ۵۶          | ۲۶          | ۰٫۶۸۳       | ۱۳            |
| ۵  | x-دیترویت پیستونز     | ۵۴          | ۲۸          | ۰٫۶۵۹       | ۱۵            |
| ۶  | x-شارلوت هورنتس       | ۵۴          | ۲۸          | ۰٫۶۵۹       | ۱۵            |
| ۷  | x-اورلندو مجیک        | ۴۵          | ۳۷          | ۰٫۵۴۹       | ۲۴            |
| ۸  | x-واشینگتن بولتز      | ۴۴          | ۳۸          | ۰٫۵۳۷       | ۲۵            |
|    |                       |             |             |             |               |
| ۹  | کلیولند کاوالیرز      | ۴۲          | ۴۰          | ۰٫۵۱۲       | ۲۷            |
| ۱۰ | ایندیانا پیسرز        | ۳۹          | ۴۳          | ۰٫۴۷۶       | ۳۰            |
| ۱۱ | میلواکی باکس          | ۳۳          | ۴۹          | ۰٫۴۰۲       | ۳۶            |
| ۱۲ | تورنتو رپترز          | ۳۰          | ۵۲          | ۰٫۳۶۶       | ۳۹            |
| ۱۳ | نیوجرسی نتس           | ۲۶          | ۵۶          | ۰٫۳۱۷       | ۴۳            |
| ۱۴ | فیلادلفیا سونتی‌سیکسرز | ۲۲          | ۶۰          | ۰٫۲۶۸       | ۴۷            |
| ۱۵ | بوستون سلتیکس         | ۱۵          | ۶۷          | ۰٫۱۸۳       | ۵۴            |

### سری‌های فصل عادی
این دو تیم دو دیدار در فصل عادی داشتند که با پیروزی خانگی هر یک همراه بود:
| ۲۳ نوامبر ۱۹۹۶ |

|  |

| شیکاگو بولز ۱۰۰, یوتا جاز ۱۰۵ |

| ۶ ژانویه ۱۹۹۷ |

|  |

| یوتا جاز ۸۹, شیکاگو بولز ۱۰۲ |

## خلاصه سری
| بازی   | تاریخ             | تیم مهمان   | نتیجه        | تیم میزبان  |
| ------ | ----------------- | ----------- | ------------ | ----------- |
| بازی ۱ | یکشنبه، ۱ ژوئن    | یوتا جاز    | ۸۲–۸۴ (۰–۱)  | شیکاگو بولز |
| بازی ۲ | چهارشنبه، ۴ ژوئن  | یوتا جاز    | ۸۵–۹۷ (۰–۲)  | شیکاگو بولز |
| بازی ۳ | جمعه، ۶ ژوئن      | شیکاگو بولز | ۹۳–۱۰۴ (۲–۱) | یوتا جاز    |
| بازی ۴ | یکشنبه، ۸ ژوئن    | شیکاگو بولز | ۷۳–۷۸ (۲–۲)  | یوتا جاز    |
| بازی ۵ | چهارشنبه، ۱۱ ژوئن | شیکاگو بولز | ۹۰–۸۸ (۳–۲)  | یوتا جاز    |
| بازی ۶ | جمعه، ۱۳ ژوئن     | یوتا جاز    | ۸۶–۹۰ (۲–۴)  | شیکاگو بولز |

فینال‌ها با استفاده از فرمت ۲–۳–۲ به انجام رسید. دو بازی نخست و دو بازی بازی در زمین تیمی که از مزیت بازی خانگی بیشتر برخوردار بود برگزار شد (در یونایتد سنتر، زمین شیکاگو).
تمامی زمان‌ها به وقت منطقه زمانی شرقی (یوتی‌سی ۴:۰۰-) می‌باشد.

### بازی ۱
| ۱ ژوئن 7:30 et |

| Recap توسط Wayback Machine (بایگانی‌شده سپتامبر ۲, ۲۰۰۰) |

| یوتا جاز ۸۲, شیکاگو بولز ۸۴                                       |  |                                                               |
| امتیاز بر پایه وقت: ۱۸–۱۷, ۲۴–۲۱, ۲۲–۲۴, ۱۸–۲۲                    |  |                                                               |
| امتیاز: کارل مالون ۲۳ ریباند: کارل مالون ۱۵ پاس : جان استاکتون ۱۲ |  | امتیاز: مایکل جردن ۳۱ ریباند: دنیس رادمن ۱۲ پاس: مایکل جردن ۸ |
| شیکاگو پیشتاز سری، ۱–۰                                            |  |                                                               |

### بازی ۲
| ۴ ژوئن 9:00 ET |

| Recap توسط Wayback Machine (بایگانی‌شده فوریه ۱۰, ۲۰۰۱) |

| یوتا جاز ۸۵, شیکاگو بولز ۹۷                                      |  |                                                               |
| امتیاز بر پایه وقت: ۲۰–۲۵, ۱۱–۲۲, ۲۸–۳۱, ۲۶–۱۹                   |  |                                                               |
| امتیاز: کارل مالون ۲۰ ریباند: کارل مالون ۱۳ پاس : جان استاکتون ۷ |  | امتیاز: مایکل جردن ۳۸ ریباند: مایکل جردن ۱۳ پاس: مایکل جردن ۹ |
| شیکاگو پیشتاز سری، ۲–۰                                           |  |                                                               |

### بازی ۳
| ۶ ژوئن 9:00 et |

| Recap توسط Wayback Machine (بایگانی‌شده فوریه ۸, ۲۰۰۱) |

| شیکاگو بولز ۹۳, یوتا جاز ۱۰۴                                   |  |                                                                  |
| امتیاز بر پایه وقت: ۲۲–۳۱, ۲۳–۳۰, ۱۵–۱۶, ۳۳–۲۷                 |  |                                                                  |
| امتیاز: اسکاتی پیپن ۲۷ ریباند: Ron Harper ۷ پاس : مایکل جردن ۶ |  | امتیاز: کارل مالون ۳۷ ریباند: کارل مالون ۱۰ پاس: جان استاکتون ۱۲ |
| شیکاگو پیشتاز سری، ۲–۱                                         |  |                                                                  |

### بازی ۴
| ۸ ژوئن 7:30 et |

| Recap توسط Wayback Machine (بایگانی‌شده فوریه ۲۴, ۱۹۹۹) |

| شیکاگو بولز ۷۳, یوتا جاز ۷۸                                                                   |  |                                                                  |
| امتیاز بر پایه وقت: ۱۶–۲۱, ۲۴–۱۴, ۱۶–۲۱, ۱۷–۲۲                                                |  |                                                                  |
| امتیاز: مایکل جردن ۲۲ ریباند: اسکاتی پیپن ۱۲ پاس : مایکل جردن، تونی کوکوچ، اسکاتی پیپن همگی ۴ |  | امتیاز: کارل مالون ۲۳ ریباند: کارل مالون ۱۰ پاس: جان استاکتون ۱۲ |
| سری برابر، ۲–۲                                                                                |  |                                                                  |

### بازی ۵
| ۱۱ ژوئن 9:00 et |

| Recap توسط Wayback Machine (بایگانی‌شده فوریه ۱۰, ۲۰۰۱) |

| شیکاگو بولز ۹۰, یوتا جاز ۸۸                                                       |  |                                                                  |
| امتیاز بر پایه وقت: ۱۶–۲۹, ۳۳–۲۴, ۱۸–۱۹, ۲۳–۱۶                                    |  |                                                                  |
| امتیاز: مایکل جردن ۳۸ ریباند: اسکاتی پیپن ۱۰ پاس : مایکل جردن، اسکاتی پیپن همگی ۵ |  | امتیاز: کارل مالون ۱۹ ریباند: Greg Ostertag ۱۵ پاس: کارل مالون ۶ |
| شیکاگو پیشتاز سری، ۳–۲                                                            |  |                                                                  |

### بازی ۶
| ۱۳ ژوئن 9:00 et |

| Recap توسط Wayback Machine (بایگانی‌شده فوریه ۱۰, ۲۰۰۱) |

| یوتا جاز ۸۶, شیکاگو بولز ۹۰                                        |  |                                                                                |
| امتیاز بر پایه وقت: ۲۳–۱۷, ۲۱–۲۰, ۲۶–۲۷, ۱۶–۲۶                     |  |                                                                                |
| امتیاز: کارل مالون ۲۱ ریباند: Greg Ostertag ۸ پاس : جان استاکتون ۵ |  | امتیاز: مایکل جردن ۳۹ ریباند: مایکل جردن، دنیس رادمن همگی ۱۱ پاس: مایکل جردن ۴ |
| شیکاگو برندهٔ سری، ۴–۲                                              |  |                                                                                |

## آمارهای بازیکنان
شیکاگو بولز
| بازیکن         | GP | GS | MPG  | FG%   | 3FG%  | FT%   | RPG | APG | SPG | BPG | PPG  |
| -------------- | -- | -- | ---- | ----- | ----- | ----- | --- | --- | --- | --- | ---- |
| Randy Brown    | ۵  | ۰  | ۴٫۸  | ۰٫۲۰۰ | ۰٫۰۰۰ | ۱٫۰۰۰ | ۰٫۲ | ۰٫۲ | ۰٫۲ | ۰٫۲ | ۰٫۸  |
| Jud Buechler   | ۶  | ۰  | ۸٫۷  | ۰٫۵۰۰ | ۰٫۲۵۰ | ۰٫۵۰۰ | ۱٫۲ | ۰٫۳ | ۰٫۵ | ۰٫۵ | ۱٫۷  |
| Jason Caffey   | ۵  | ۰  | ۳٫۴  | ۰٫۰۰۰ | ۰٫۰۰۰ | ۰٫۰۰۰ | ۰٫۴ | ۰٫۲ | ۰٫۰ | ۰٫۰ | ۰٫۰  |
| Bison Dele     | ۶  | ۰  | ۲۰٫۲ | ۰٫۴۷۲ | ۰٫۰۰۰ | ۰٫۵۳۸ | ۳٫۳ | ۰٫۸ | ۱٫۰ | ۰٫۲ | ۶٫۸  |
| Ron Harper     | ۶  | ۶  | ۲۷٫۰ | ۰٫۳۴۴ | ۰٫۲۷۳ | ۰٫۶۶۷ | ۴٫۵ | ۲٫۳ | ۱٫۰ | ۱٫۰ | ۴٫۸  |
| Michael Jordan | ۶  | ۶  | ۴۲٫۷ | ۰٫۴۵۶ | ۰٫۳۲۰ | ۰٫۷۶۴ | ۷٫۰ | ۶٫۰ | ۱٫۲ | ۰٫۸ | ۳۲٫۳ |
| Steve Kerr     | ۶  | ۰  | ۱۹٫۵ | ۰٫۳۶۰ | ۰٫۲۵۰ | ۱٫۰۰۰ | ۰٫۸ | ۱٫۰ | ۰٫۷ | ۰٫۲ | ۴٫۳  |
| Toni Kukoč     | ۶  | ۰  | ۲۳٫۳ | ۰٫۴۰۵ | ۰٫۵۵۶ | ۰٫۸۰۰ | ۳٫۲ | ۲٫۷ | ۰٫۲ | ۰٫۰ | ۸٫۰  |
| Luc Longley    | ۶  | ۶  | ۲۱٫۸ | ۰٫۶۰۶ | ۰٫۰۰۰ | ۰٫۲۰۰ | ۳٫۸ | ۱٫۲ | ۰٫۷ | ۰٫۵ | ۶٫۸  |
| Scottie Pippen | ۶  | ۶  | ۴۲٫۸ | ۰٫۴۲۱ | ۰٫۳۷۵ | ۰٫۷۷۸ | ۸٫۳ | ۳٫۵ | ۱٫۷ | ۱٫۸ | ۲۰٫۰ |
| Dennis Rodman  | ۶  | ۶  | ۲۷٫۲ | ۰٫۲۵۰ | ۰٫۱۶۷ | ۰٫۳۷۵ | ۷٫۷ | ۱٫۵ | ۰٫۷ | ۰٫۲ | ۲٫۳  |

یوتا جاز
| بازیکن           | GP | GS | MPG  | FG%   | 3FG%  | FT%   | RPG  | APG | SPG | BPG | PPG  |
| ---------------- | -- | -- | ---- | ----- | ----- | ----- | ---- | --- | --- | --- | ---- |
| Shandon Anderson | ۴  | ۰  | ۲۱٫۰ | ۰٫۳۱۶ | ۰٫۲۵۰ | ۰٫۶۶۷ | ۱٫۸  | ۰٫۵ | ۱٫۰ | ۰٫۰ | ۴٫۳  |
| Antoine Carr     | ۶  | ۰  | ۹٫۸  | ۰٫۴۰۹ | ۰٫۰۰۰ | ۰٫۰۰۰ | ۱٫۷  | ۰٫۸ | ۰٫۰ | ۰٫۰ | ۳٫۰  |
| Howard Eisley    | ۶  | ۰  | ۱۰٫۵ | ۰٫۵۰۰ | ۰٫۵۰۰ | ۰٫۹۰۰ | ۰٫۷  | ۲٫۵ | ۰٫۲ | ۰٫۰ | ۵٫۳  |
| Greg Foster      | ۶  | ۰  | ۱۶٫۰ | ۰٫۴۷۶ | ۰٫۳۳۳ | ۰٫۹۲۳ | ۳٫۵  | ۰٫۷ | ۰٫۳ | ۰٫۳ | ۵٫۵  |
| Jeff Hornacek    | ۶  | ۶  | ۳۴٫۳ | ۰٫۳۷۹ | ۰٫۳۷۵ | ۰٫۸۴۶ | ۳٫۵  | ۲٫۲ | ۰٫۷ | ۰٫۰ | ۱۲٫۰ |
| Adam Keefe       | ۴  | ۰  | ۷٫۵  | ۰٫۳۳۳ | ۰٫۰۰۰ | ۰٫۵۰۰ | ۱٫۸  | ۰٫۳ | ۰٫۳ | ۰٫۳ | ۰٫۸  |
| Karl Malone      | ۶  | ۶  | ۴۰٫۸ | ۰٫۴۴۳ | ۰٫۰۰۰ | ۰٫۶۰۳ | ۱۰٫۳ | ۳٫۵ | ۱٫۷ | ۰٫۳ | ۲۳٫۸ |
| Chris Morris     | ۶  | ۰  | ۱۱٫۵ | ۰٫۴۷۱ | ۰٫۵۰۰ | ۰٫۰۰۰ | ۱٫۷  | ۰٫۲ | ۰٫۳ | ۰٫۵ | ۳٫۵  |
| Greg Ostertag    | ۶  | ۶  | ۲۱٫۸ | ۰٫۴۰۰ | ۰٫۰۰۰ | ۰٫۵۰۰ | ۷٫۳  | ۰٫۳ | ۰٫۵ | ۱٫۵ | ۴٫۳  |
| Bryon Russell    | ۶  | ۶  | ۳۸٫۷ | ۰٫۳۹۰ | ۰٫۴۴۱ | ۰٫۸۷۵ | ۵٫۸  | ۰٫۷ | ۰٫۸ | ۰٫۲ | ۱۱٫۳ |
| John Stockton    | ۶  | ۶  | ۳۷٫۵ | ۰٫۵۰۰ | ۰٫۴۰۰ | ۰٫۸۴۶ | ۴٫۰  | ۸٫۸ | ۲٫۰ | ۰٫۵ | ۱۵٫۰ |